# 日夫里库尔
日夫里库尔（法語：Givrycourt，法語發音：[ʒivʁikuʁ]）是法国摩泽尔省的一个市镇，属于萨尔堡-萨兰堡区。

## 地理
日夫里库尔（48°55'23"N, 6°55'4"E）面积2.77 平方千米，位于法国大東部大區摩泽尔省，该省份为法国东北部内陆省份，是洛林的一部分，西南接默尔特-摩泽尔省，东临下莱茵省，北与卢森堡和德国接壤。
与日夫里库尔接壤的市镇（或旧市镇、城区）包括：阿尔贝斯特罗夫、安斯曼、维贝斯维莱尔、维泰尔斯布尔。

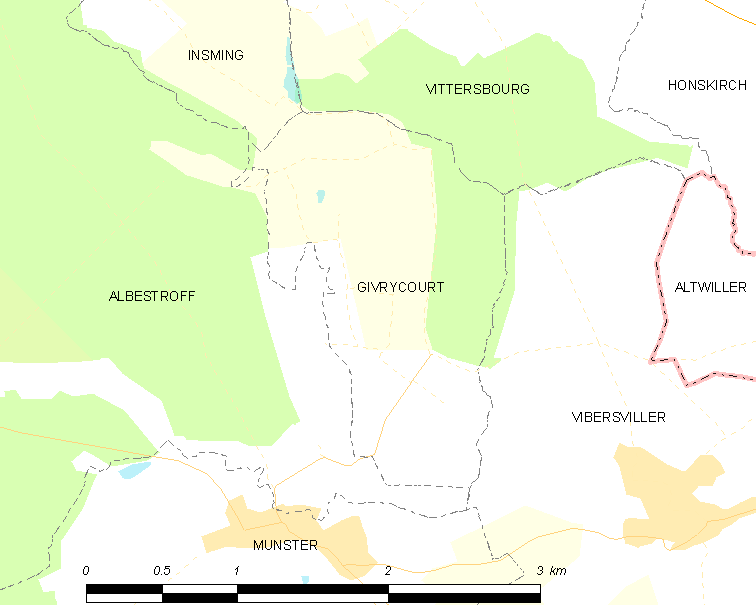
日夫里库尔的OSM定位图

日夫里库尔的时区为UTC+01:00、UTC+02:00（夏令时）。

## 行政
日夫里库尔的邮政编码为57670，INSEE市镇编码为57248。

## 政治
日夫里库尔所属的省级选区为索努瓦县。

## 人口

1962-2008年间日夫里库尔人口变化图示

日夫里库尔于2022年1月1日时的人口数量为92人。